# Émilienne d'Alençon

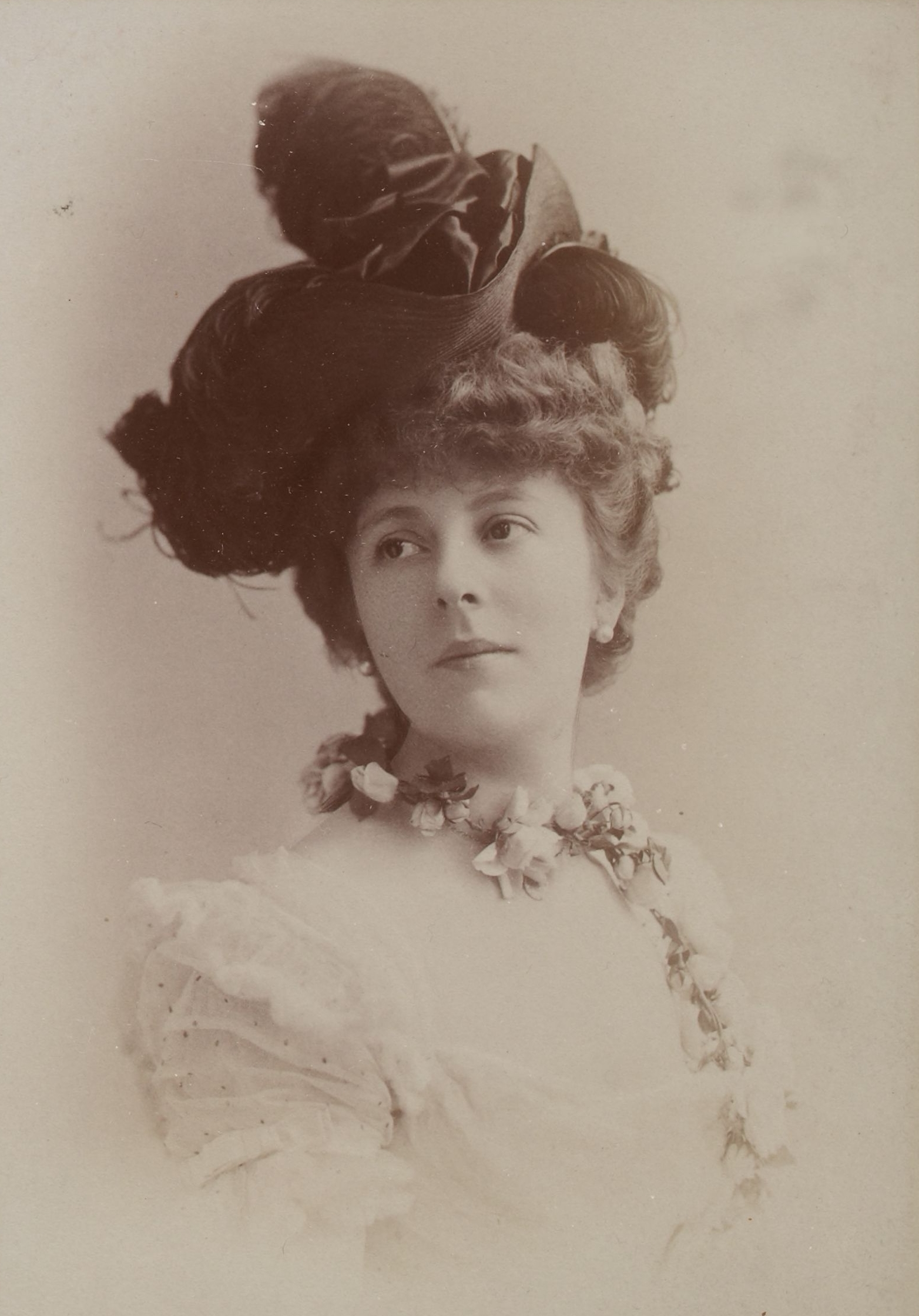
Émilienne d'Alençon

Émilienne d'Alençon (Parijs, 17 juli 1870 - Monaco, 14 februari 1945) was een Franse variété-artieste en demi-mondaine in het Parijs van de belle époque.
Ze werd geboren als Émilie André in het 9e arrondissement van Parijs. Haar moeder was conciërge. Al op vijftienjarige leeftijd begon ze een leven als courtisane. Ze nam het pseudoniem d'Alençon aan naar de kantsteek van de stad Alençon. Als demi-mondaine liet ze zich onderhouden door rijke heren. In 1889 trad ze voor het eerst op in het Cirque d'Été in een dressuurnummer met konijnen. Later trad ze op als danseres in Parijse uitgaansgelegenheden: Casino de Paris, Les Menus-Plaisirs, Folies Bergère, La Scala en Les Variétés. Haar portretfoto's vonden gretig aftrek in Frankrijk en in het buitenland. Ze verpersoonlijkte op haar portretten het ambiguë beeld van de vrouw in die tijd: een sensuele vrouw die tegelijk naïef en ondeugend lijkt. Ze wordt genoemd als een van de drie gratiën van de belle époque samen met Liane de Pougy en Caroline Otero.

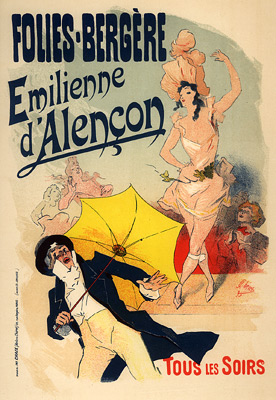
Affiche voor de Folies Bergère, ontworpen door Jules Cheret

Émilienne d'Alençon werd beroemd als maîtresse van Jacques de Crussol, de hertog van Uzès. Zij hadden tussen 1889 en 1892 een verhouding. Hij was maar een paar jaar ouder dan zij en introduceerde haar in de hogere kringen. Hij hoopte haar te kunnen huwen maar zijn familie verzette zich hier sterk tegen. D'Alençon zou ook verhoudingen hebben gehad met koning Leopold II van België, kroonprins Eduard (de latere koning Edward VII van het Verenigd Koninkrijk) en keizer Wilhelm II van Duitsland. Ze had ook relaties met vrouwen, met courtisane Liane de Pougy, dichteres Renée Vivien en danseres La Goulue. Ze kon zich een rijkelijk leven veroorloven en kocht een huis op het platteland buiten Parijs in Saint-Maur-des-Fossés. Ze werd ook een mode-icoon en lanceerde mee de carrière van Coco Chanel. Ze stond bekend om haar volkse, Parijse taalgebruik en haar gevatte replieken. Ze had literaire aanleg en schreef een dichtbundel (Sous le masque, 1918) en een boek met schoonheidsrecepten (1919).
D'Alençon deed haar geld op aan haar maîtresses, aan opium en aan gokken. Ze was kort gehuwd met een Britse jockey en had ook een dochter om wie ze zich weinig bekommerde. Ze stierf berooid in 1945 in Monaco. In 1951 werd haar lichaam herbegraven in Parijs op de begraafplaats van Batignolles.